# Bradley (Caroline du Sud)
Pour les articles homonymes, voir Bradley.
Bradley est une census-designated place située dans le comté de Greenwood, dans l’État de Caroline du Sud, aux États-Unis. Lors du recensement de 2020, elle comptait 160 habitants.